# Љубав је наша божија воља
Љубав је наша божија воља је пети студијски албум фолк певачице Снеки Бабић, издат 1992. за Дискос. Рађен је у продукцији са Јужним ветром. На овом албуму се налази балада А ти оде соколе, која је била велики хит.

## Списак песама
| №  | Назив                     | Текст               | Музика          | Трајање |  |
| 1. | Љубав је наша божија воља | Демир Јетула        | Миодраг М. Илић | 2:24    |  |
| 2. | Ако сањаш жуто злато      | Миодраг Радомировић | Миодраг М. Илић | 3:45    |  |
| 3. | А ти оде соколе           | Миодраг Радомировић | Миодраг М. Илић | 3:49    |  |
| 4. | Ако волим, ја не молим    | Богдан Костадиновић | Миодраг М. Илић | 3:49    |  |
| 5. | Хоћеш, нећеш              | Миодраг Радомировић | Миодраг М. Илић | 2:45    |  |
| 6. | Он је мој                 | Миодраг Радомировић | Миодраг М. Илић | 2:52    |  |
| 7. | Месечино сестро мила      | Миодраг Радомировић | Миодраг М. Илић | 3:18    |  |
| 8. | Куда иде љубав            | Никола Грбић        | Миодраг М.Илић  | 4:04    |  |